# 澳大利亞皇家空軍安伯利基地
澳大利亚皇家空军安伯利基地（英語：RAAF Base Amberley）是澳大利亚皇家空军的基地，位于 8 km（5.0 mi）澳大利亚昆士兰州布里斯班伊普斯维奇的西南方向50 km（31 mi）。为目前第1中队和第6中队（飞行F/A-18F“超级大黄蜂”战斗攻击机)，第33中队（由空客KC-30A收取货物）等。

## 参阅
- 駐澳美国陆军航空队（第二次世界大战）
- 昆士兰州机场列表